# The Best of The Doors (2000)
The Best of the Doors is een verzamel-cd van The Doors. De muziek is in 2000 digitaal geremasterd en heruitgebracht op het label Elektra.
Tracklist:
1. Riders on the Storm
2. Light My Fire
3. Love Me Two Times
4. Roadhouse Blues - liveversie
5. Strange Days
6. Break On Through (To the Other Side)
7. Five to One
8. Moonlight Drive
9. Alabama Song (Whiskey Bar)
10. Love Her Madly
11. People Are Strange
12. Touch Me
13. Back Door Man
14. The Unknown Soldier
15. L.A. Woman
16. Hello, I Love You
17. The End

Jim Morrison · Robby Krieger · Ray Manzarek · John Densmore